# Thieffrans
Thieffrans és un municipi francès situat al departament de l'Alt Saona i a la regió de Borgonya - Franc Comtat. L'any 2007 tenia 165 habitants.

## Demografia

### Població
El 2007 la població de fet de Thieffrans era de 165 persones. Hi havia 74 famílies, de les quals 20 eren unipersonals (8 homes vivint sols i 12 dones vivint soles), 31 parelles sense fills i 23 parelles amb fills.
La població ha evolucionat segons el següent gràfic:
Habitants censats

### Habitatges
El 2007 hi havia 91 habitatges, 71 eren l'habitatge principal de la família, 10 eren segones residències i 9 estaven desocupats. 87 eren cases i 3 eren apartaments. Dels 71 habitatges principals, 62 estaven ocupats pels seus propietaris, 8 estaven llogats i ocupats pels llogaters i 1 estava cedit a títol gratuït; 7 tenien tres cambres, 22 en tenien quatre i 42 en tenien cinc o més. 52 habitatges disposaven pel capbaix d'una plaça de pàrquing. A 39 habitatges hi havia un automòbil i a 29 n'hi havia dos o més.

### Piràmide de població
La piràmide de població per edats i sexe el 2009 era:
| Homes | Edats   | Dones |
| ----- | ------- | ----- |
| 0     | 95 o +  | 0     |
| 0     | 90 a 94 | 0     |
| 0     | 85 a 89 | 0     |
| 0     | 80 a 84 | 4     |
| 4     | 75 a 79 | 8     |
| 4     | 70 a 74 | 8     |
| 0     | 65 a 69 | 8     |
| 4     | 60 a 64 | 4     |
| 0     | 55 a 59 | 0     |
| 8     | 50 a 54 | 4     |
| 4     | 45 a 49 | 12    |
| 12    | 40 a 44 | 8     |
| 4     | 35 a 39 | 8     |
| 4     | 30 a 34 | 4     |
| 4     | 25 a 29 | 0     |
| 4     | 20 a 24 | 8     |
| 4     | 15 a 19 | 4     |
| 0     | 10 a 14 | 12    |
| 16    | 5 a 9   | 4     |
| 0     | 0 a 4   | 4     |

## Economia
El 2007 la població en edat de treballar era de 110 persones, 79 eren actives i 31 eren inactives. De les 79 persones actives 70 estaven ocupades (39 homes i 31 dones) i 9 estaven aturades (5 homes i 4 dones). De les 31 persones inactives 15 estaven jubilades, 9 estaven estudiant i 7 estaven classificades com a «altres inactius».

### Ingressos
El 2009 a Thieffrans hi havia 74 unitats fiscals que integraven 171 persones, la mediana anual d'ingressos fiscals per persona era de 17.181 €.

### Activitats econòmiques
Dels 6 establiments que hi havia el 2007, 1 era d'una empresa de fabricació d'altres productes industrials, 2 d'empreses de construcció, 2 d'empreses de comerç i reparació d'automòbils i 1 d'una empresa de transport.
L'any 2000 a Thieffrans hi havia 9 explotacions agrícoles que ocupaven un total de 485 hectàrees.

## Poblacions més properes
El següent diagrama mostra les poblacions més properes.